# 동부산관광로
동부산관광로는 부산광역시 기장군 기장읍 롯데몰 동부산점과 동부산 나들목을 잇는 부산광역시의 도로이다. 동부산관광단지의 중심 도로 역할을 한다. 2016년 4월 1일 동부산 나들목이 개통되면서 동해고속도로와 바로 연결된다.

## 연혁
- 2007년 6월 13일 : 부산광역시도 제2302호선 동부산권진입로(가칭)로 연화육교 ~ 해안도로 1.21km 구간 노선 지정[1]
- 2012년 11월 28일 : 노선명을 부산광역시도 제2302호선 동부산관광단지진입도로2(가칭)로 변경[2]
- 2015년 3월 24일 : 동부산관광로로 명명
- 2017년 12월 27일 : 노선명을 부산광역시도 제2302호선 동부산관광로로 변경 및 노선 구간을 기장대로 ~ 기장해안로 1.21km로 변경[3]

## 주요 경유지
부산광역시
- 기장군 기장읍

## 노선
| 이름          | 접속 노선                                            | 소재지 | 소재지 | 비고 |
| ------------- | ---------------------------------------------------- | ------ | ------ | ---- |
| (롯데아울렛)  | 부산광역시도 제2301호선 (기장해안로) 동부산관광9로   | 기장군 | 기장읍 |      |
| 동부산 나들목 | 65호선 동해고속도로 부산광역시도 제23호선 (기장대로) | 기장군 | 기장읍 |      |